# Canabinoide sintético

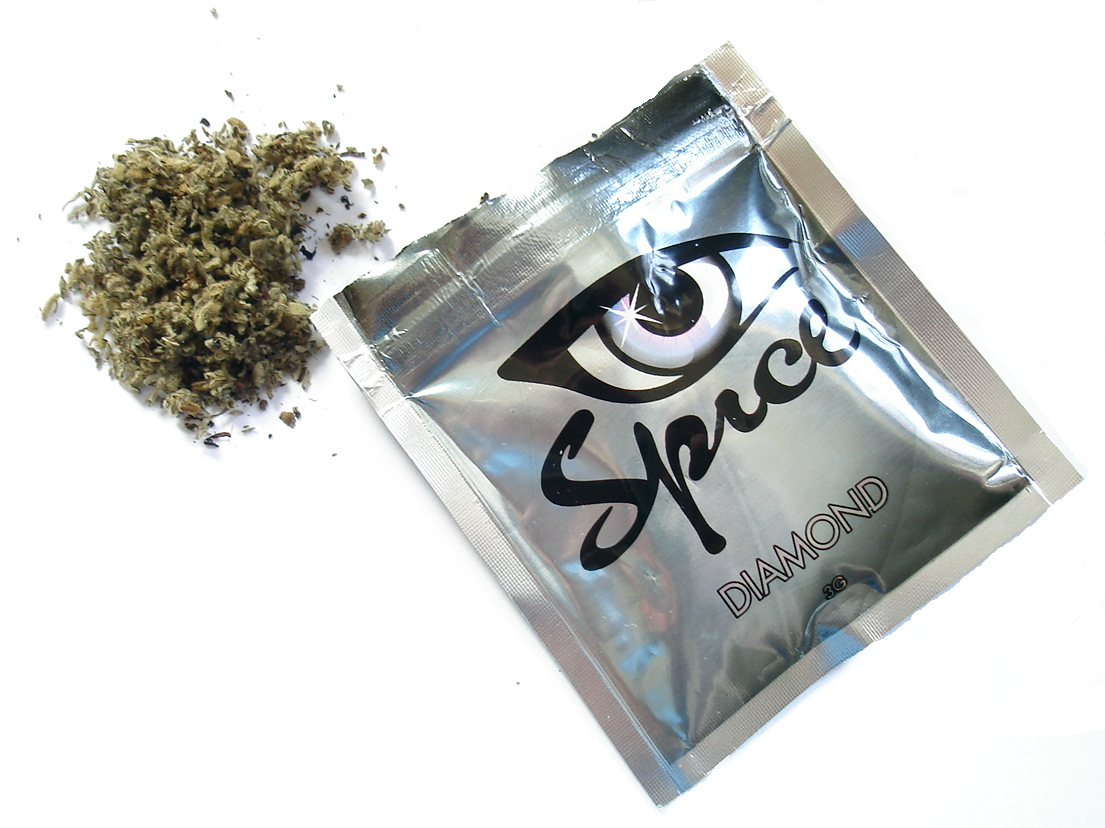
Saco e conteúdo de uma conhecida marca antiga de canabinoides sintéticos chamada Spice, que contém ervas cobertas com canabinoides sintéticos, agora ilegais em grande parte do mundo

Os canabinoides sintéticos são uma classe de moléculas de drogas projetadas que se ligam aos mesmos receptores aos quais os canabinoides (THC, CBD e muitos outros) nas plantas de cannabis se ligam. Essas novas substâncias psicoativas não estão presente na cannabis e não devem ser confundidas com fitocanabinoides sintéticos (THC ou CBD, por exemplo, obtidos por síntese química e de ocorrência natural na planta de cannabis) ou endocanabinoides sintéticos dos quais são distintos em muitos aspectos.
Normalmente, os canabinoides sintéticos são pulverizados na matéria vegetal e geralmente são fumados, embora também tenham sido ingeridos como uma forma líquida concentrada nos EUA e no Reino Unido desde 2016. Eles foram comercializados como incenso de ervas, ou "misturas de ervas para fumar", e vendidos sob nomes comuns como K2, K9 especiarias, e maconha sintética. Eles são frequentemente rotulados como "não para consumo humano" para defesa de responsabilidade. Uma grande e complexa variedade de canabinoides sintéticos é projetada na tentativa de evitar restrições legais à cannabis, tornando os canabinoides sintéticos drogas de design .
A maioria dos canabinoides sintéticos são agonistas dos receptores canabinoides . Eles foram projetados para serem semelhantes ao THC, o canabinoide natural com a afinidade de ligação mais forte ao receptor CB 1, que está ligado aos efeitos psicoativos ou "altos" da maconha . Esses análogos sintéticos geralmente têm maior afinidade de ligação e maior potência aos receptores CB 1 . Existem várias famílias de canabinoides sintéticos que são classificados pelo criador da substância, que pode incluir várias substâncias com diferentes estruturas de base, como canabinoides clássicos e naftoilindoles não relacionados.
Os compostos sintéticos de maconha começaram a ser fabricados e vendidos no início dos anos 2000. De 2008 a 2014, 142 agonistas de receptores canabinoides sintéticos foram relatados ao Centro Europeu de Monitoramento de Drogas e Toxicodependência (EMCDDA).
Os efeitos negativos relatados pelo usuário incluem palpitações, paranóia, ansiedade intensa, náusea, vômito, confusão, falta de coordenação e convulsões. Também houve relatos de uma forte compulsão para re-dose, sintomas de abstinência e desejos persistentes. Houve várias mortes relacionadas a canabinoides sintéticos. Os Centros de Controle e Prevenção de Doenças (CDC) descobriram que o número de mortes por uso de canabinoides sintéticos triplicou entre 2014 e 2015. Em 2018, a Administração de Alimentos e Medicamentos dos Estados Unidos alertou para riscos significativos à saúde de produtos canabinoides sintéticos que contêm o veneno de rato brodifacum, que é adicionado porque se acredita que prolonga a duração dos efeitos das drogas. Doenças graves e morte resultaram dessa contaminação.

## Produtos canabinoides sintéticos
Os kits de teste de reagentes de canabinoides sintéticos tornaram-se recentemente econômicos. Muitas vezes, é difícil determinar o que há nesses produtos sem testes de reagentes porque agentes mascarantes, como tocoferol (ou acetato de vitamina E que causa lesão pulmonar associada ao vaping ), eugenol e ácidos graxos, são adicionados para confundir a identificação. Assim como os cannabinoid(s) sintéticos usados diferem entre cada produto canabinoide sintético vendido, o mesmo ocorre com os outros conteúdos do produto falsificado.

### Produtos falsificados de cannabis do mercado negro

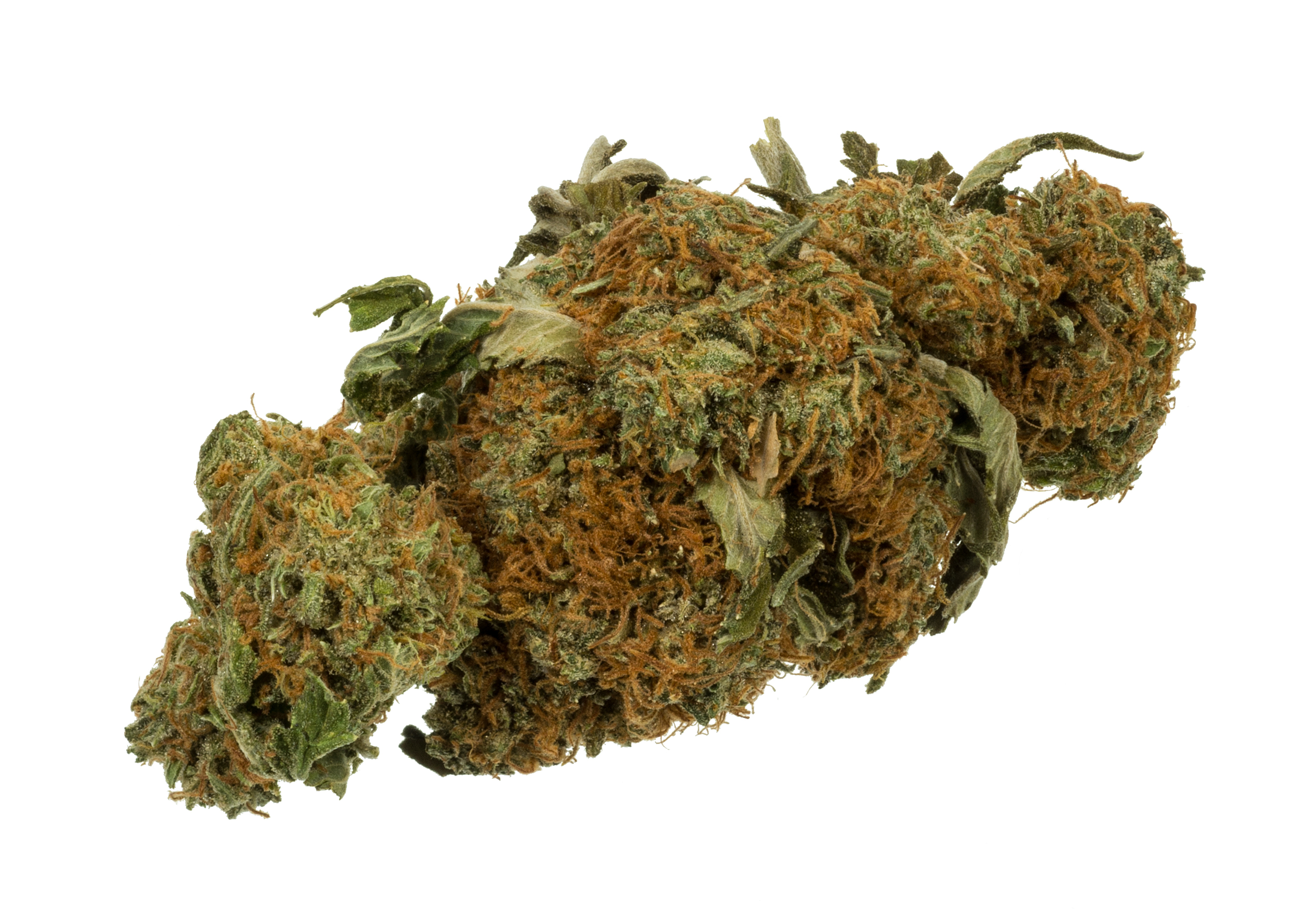
Botões de flores secos vendidos como cannabis na rua podem ser amarrados

- Líquido de cannabis falsificado (c-líquido) para cigarros eletrônicos : Os canabinoides sintéticos são cada vez mais oferecidos na forma de cigarro eletrônico como "c-líquido".[18] Várias crianças em idade escolar na Grande Manchester desmaiaram depois de vaporizar canabinoides sintéticos vendidos erroneamente como e-líquido de THC.[19][20][21][22][23][24][25][26][27]
- Botões de cannabis falsificados: Botões de cânhamo (ou botões de cannabis de baixa potência) atados com canabinoides sintéticos.[28][29][30][31]
- Cannabis falsificada comestível : O Florida Poison Information Center em Jacksonville alertou os pais em setembro de 2020 que o número de pessoas envenenadas por comestíveis e doces falsos de maconha triplicou.[32]
- Haxixe falsificado: desde dezembro de 2018, diferentes amostras de haxixe foram encontradas contendo canabinoides sintéticos.[33][34][35][36]

### Produtos falsificados de CBD
Os canabinoides sintéticos aparecem em muitas marcas de CBD em produtos como ursinhos de goma e cartuchos de vape.

### Misturas "ervas/incenso"

#### canabinoides sintéticos encontrados em misturas de ervas
Componentes canabinoides sintéticos de 'Spice' (uma lista não exaustiva): 
| Composto     | Modelo               |
| HU-210       | canabinoide clássico |
| AM-694       | Benzoilindol         |
| RCS-4        | Benzoilindol         |
| GANHE 48.098 | Benzoilindol         |
| CP-47.497    | Ciclohexilfenol      |
| JWH-018      | Naftoilindol         |
| JWH-019      | Naftoilindol         |
| JWH-073      | Naftoilindol         |
| JWH-081      | Naftoilindol         |
| JWH-122      | Naftoilindol         |
| JWH-210      | Naftoilindol         |
| AM-2201      | Naftoilindol         |
| JWH-203      | Fenilacetilindol     |
| JWH-250      | Fenilacetilindol     |
| RCS-8        | Fenilacetilindol     |

#### Produtos químicos não canabinoides encontrados em misturas de ervas
A maioria das misturas consiste em canabinoides sintéticos pulverizados em matéria vegetal inerte, mas alguns contêm outras substâncias psicoativas, incluindo ervas psicoativas, por exemplo, "Wild Dagga" e "Indian Warrior", e alcalóides psicoativos, por exemplo, betonicina, aporfina, leonurina, nuciferina e nicotina . Alguns produtos de canabinoides sintéticos também contêm opioides sintéticos . Por exemplo, em 2010, nove pessoas morreram devido à combinação de O-desmetiltramadol, um agonista μ-opioide e medicamento analgésico, e Kratom, uma planta medicinal asiática contendo mitraginina, outro agonista μ-opioide, em um produto canabinoide sintético chamado " Krypton." E em 2013, o AH-7921 foi detectado em misturas para fumar no Japão. Em 2018, houve um surto de canabinoides sintéticos contaminados com anticoagulantes, principalmente brodifacum, em pelo menos 11 estados dos EUA que causaram coagulopatia (sangramento prolongado ou excessivo) e resultaram no tratamento de mais de 300 pessoas e pelo menos oito mortes.

#### Ervas rotuladas em embalagens comercializadas como alta legal
Embalagens de produtos canabinoides sintéticos podem conter uma grande variedade de plantas. No entanto, muitas vezes, nenhum dos ingredientes listados foi detectável. Componentes de ervas de 'Spice' (uma lista não exaustiva): 
| Nome comum                           | Alcaloides psicoativos                       | Espécies                           | Família       |
| ------------------------------------ | -------------------------------------------- | ---------------------------------- | ------------- |
| feijão de praia                      | Desconhecido                                 | Canavalia marítima ; sin. C. rosea | Fabaceae      |
| Lótus azul/sagrado                   | Nuciferina e aporfina                        | Nelumbo nucifera                   | Nelumbonaceae |
| Rosa de cachorro/Rosa mosqueta       | Desconhecido                                 | Rosa canina                        | Roseceae      |
| solidéu de anão                      | Desconhecido                                 | Scutellaria nana                   | Lamiacae      |
| Honeyweed/Motherwort siberiano       | Leonurine                                    | Leonurus sibiricus                 | Lamiaceae     |
| guerreiro índio                      | Desconhecido                                 | Pedicularis densiflora             | Orobanchaceae |
| Orelha/cauda de leão, dagga selvagem | Leonurine                                    | Leonotis leonurus                  | Lamiacae      |
| 'Maconha brava'                      | Genisteína, apigenina                        | Zornia latifolia ou Z. diphylla    | Fabaceae      |
| Marshmallow                          | Desconhecido                                 | Althaea officinalis                | Malvaceae     |
| Nenúfar branco e azul                | Nufarina, ninfeína, respectivamente aporfina | Nymphaea alba e N. caerulea        | Nymphaeaceae  |

## Nomeação de canabinoides sintéticos
Muitos dos primeiros canabinoides sintéticos que foram sintetizados para uso em pesquisa receberam o nome do cientista que os sintetizou pela primeira vez ou da instituição ou empresa de onde se originaram.
| Compostos | Inventor               |
| --------- | ---------------------- |
| SOU       | Alexandros Makriyannis |
| PC        | Carlos Pfizer          |
| HU        | Universidade Hebraica  |
| JWH       | John W. Huffman        |

Alguns dos nomes dos canabinoides sintéticos sintetizados para uso recreativo receberam nomes para ajudar a comercializar os produtos. Por exemplo, AKB-48 (também conhecido como APINACA ) também é o nome de uma popular girl band japonesa ; 2NE1 (também conhecido como APICA ) também é uma girl band sul-coreana ; e XLR-11 foi nomeado após o primeiro foguete de combustível líquido desenvolvido nos EUA para aeronaves . Agora, muitos canabinoides sintéticos recebem nomes derivados de seus quatro componentes estruturais principais, núcleo, cauda, vinculador e grupo vinculado, onde o nome é formatado como LinkedGroup-TailCoreLinker. Por exemplo, em 5F-MDMB-PINACA (também conhecido como 5F-ADB ), 5F representa o flúor terminal ou "flúor no carbono 5" da cadeia pentílica; MDMB significa "metil-3,3-dimetil butanoato", o grupo ligado; e PINACA significa "cadeia pentílica (cauda) indazol (núcleo) carboxamida (ligante)".

## Toxicidade
Como eles ativam os receptores canabinoides CB1 e CB2, muitos dos efeitos dos canabinoides sintéticos são semelhantes aos do THC. Estes são alcançados em doses mais baixas, porque muitos canabinoides sintéticos são mais potentes que a maconha, e os usuários muitas vezes não sabem exatamente o que estão recebendo e quão potente é. Por exemplo, Δ 9 -THC tem um EC 50 de 250 nM no CB 1 e 1157 nM no CB <sub id="mwAhM">2</sub>, enquanto o PB-22 tem um EC 50 de 5,1 nM no CB 1 e 37 nM no CB <sub id="mwAho">2</sub> . Os efeitos adversos observados devido ao uso de canabinoides sintéticos incluem lesão renal aguda, toxicidade cardíaca, convulsão, acidente vascular cerebral, tremor, hipocalemia e rabdomiólise . Alguns efeitos negativos do 5F-PB-22 relatados pelos usuários incluíram náusea, vômito, confusão, má coordenação, ansiedade e convulsões. Alguns dos efeitos negativos do 5F-AKB-48 relatados pelos usuários incluem palpitações, paranóia, ansiedade intensa e gosto de plástico queimado. Além disso, embora não haja casos fatais de overdose relacionados à maconha, há mortes relacionadas a canabinoides sintéticos a cada ano. Os mecanismos mais comuns que levam à morte após o uso de canabinoides sintéticos incluem riscos comportamentais, como automutilação e suicídio, queda de altura e vagar no trânsito; efeitos cardiovasculares ; e depressão do sistema nervoso central .
Os pesquisadores apontaram algumas maneiras pelas quais os canabinoides sintéticos diferem da maconha e, portanto, podem ser mais perigosos. Primeiro, eles geralmente têm maior atividade intrínseca . Muitos dos canabinoides sintéticos são agonistas totais dos receptores de canabinoides, CB 1 e CB <sub id="mwAlI">2</sub>, em comparação com o THC, que é apenas um agonista parcial . Em segundo lugar, eles podem ter outras ações no corpo, além de ativar os receptores canabinoides. Alguns podem funcionar em receptores de glutamato NMDA . Alguns também podem atuar na serotonina, indiretamente, inibindo a MAO e aumentando a expressão do receptor 5-HT1A, ou ligando-se diretamente aos receptores da serotonina, incluindo os subtipos 5-HT1A e 5-HT3; alguns pesquisadores especulam que essa atividade pode ser porque a porção indol que alguns canabinoides sintéticos possuem é semelhante à estrutura da serotonina . Terceiro, os canabinoides sintéticos podem se decompor em metabólitos ou criar outros subprodutos quando aquecidos, que podem ser diferentes da maconha. O metabolismo da fase 1 do JWH-018 resulta em pelo menos nove metabólitos monohidroxilados, três dos quais demonstraram ser agonistas totais dos receptores CB 1, comparados ao metabolismo do THC, que resulta apenas em um metabólito monohidroxilado psicoativo . O metabólito N-(3-hidroxipentil) JWH-018 foi encontrado para ter efeitos tóxicos que seu composto original não tem. Alguns metabólitos parecem até ser antagonistas de canabinoides. Por fim, eles podem conter substâncias indesejadas, ser rotulados incorretamente ou conter doses diferentes das anunciadas (em uma análise, foi encontrada uma diferença de uma unidade logarítmica).

## Classificações estruturais
| Classificação                                 | Exemplos                                                                    |
| --------------------------------------------- | --------------------------------------------------------------------------- |
| Adamantoilindoles ou indazol carboxamida      | 5F-AKB-48, APICA, STS-135                                                   |
| Benzimidazóis                                 | AZ-11713908, AZD-1940                                                       |
| Fenilacetilindoles                            | JWH-250, RCS-8                                                              |
| Ciclohexilfenóis                              | CP-47.947, CP-55.940                                                        |
| Dibenzopiranos                                | JWH-051, JWH-056                                                            |
| Eicosanóides                                  | AM-883, AM-1346, O-585, O-689                                               |
| Naftilindenos                                 | JWH-171, JWH-176                                                            |
| Carboxamidas de indazol                       | AB-PINACA, AB-FUBINACA                                                      |
| Indazol-3-carboxamidas                        | AB-CHMINACA, AB-FUBINACA, PX-2, PX-3                                        |
| Indol-3-carboxamidas                          | CUMYL-BICA, CUMYL-CBMICA, Org 28312, Org 28611                              |
| Indol-3-carboxilatos ou ariloxicarbonilindol  | FDU-PB-22, FUB-PB-22                                                        |
| Naftoilindazoles                              | THJ-018, THJ-2201                                                           |
| Naftoilindoles                                | AM-1221, AM-2201, JWH-007, JWH-018, JWH-073, JWH-200, JWH-398, WIN-55.212-2 |
| Fenilacetilindoles                            | JWH-167, JWH-203                                                            |
| Pirazolecarboxamidas                          | 5F-AB-FUPPYCA, AB-CHFUPYCA                                                  |
| Pirrolobenzoxazinas ou naftoilindol           | GANHE 55.212-2                                                              |
| Ésteres de quinolinil ou ariloxicarbonilindol | PB-22, 5F-PB-22                                                             |
| Tetrametilciclo-propilcarbonilindazoles       | FAB-144                                                                     |
| Tetrametilciclo-propilcarbonilindoles         | A-796.260, A-834.735, UR-144, XLR-11, XLR-12, XLR-11                        |

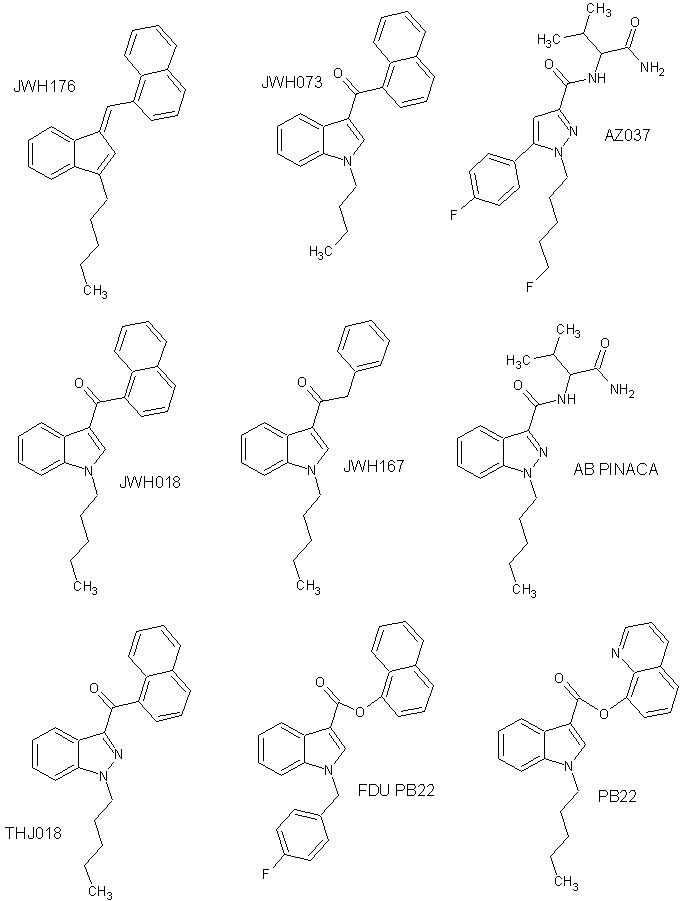

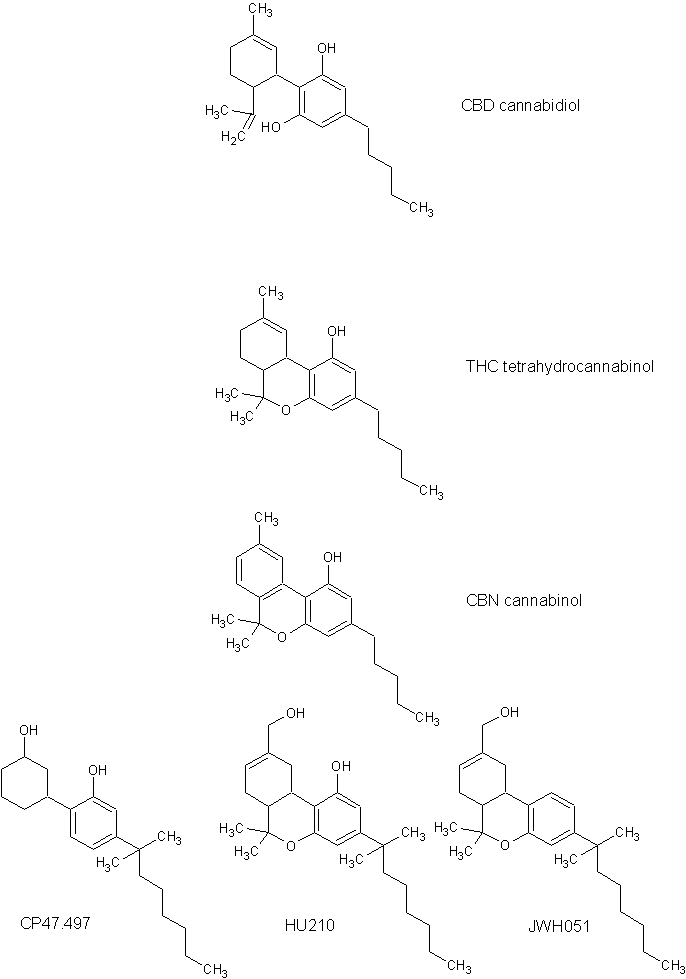

Existem cinco categorias principais de canabinoides sintéticos: canabinoides clássicos, canabinoides não clássicos, canabinoides híbridos, aminoalquilindoles e eicosanóides . Os canabinoides clássicos são análogos do THC que são baseados em um anel dibenzopirano. Eles foram desenvolvidos a partir da década de 1960, após o isolamento do THC, e foram originalmente os únicos canabinoides sintetizados. Os canabinoides clássicos incluem nabilona e dronabinol, e um dos canabinoides clássicos sintéticos mais conhecidos é o HU-210 . HU-210 é um composto quiral sintetizado pela primeira vez por Raphael Mechoulam na Universidade Hebraica na década de 1980. Foi descoberto em produtos de incenso de ervas pela Alfândega e Proteção de Fronteiras dos EUA em janeiro de 2009; no entanto, os canabinoides clássicos não são frequentemente vistos em misturas sintéticas de canabinoides para uso recreativo, provavelmente porque são difíceis de sintetizar.

#### Brasil
Pelas ruas do Centro de São Paulo, em locais como o vão livre do Masp, o consumo de uma nova droga tem se espalhado. Conhecida por vários nomes - K2, K4, K9, Spice e Space são alguns deles -, ela vem trazendo muito sofrimento para famílias e aumentado o número de jovens entregues ao vício.

#### Estados Unidos
O caso de David Mitchell Rozga, um adolescente americano de Indianola, Iowa, chamou a atenção internacional para o K2. Rozga deu um tiro na cabeça com um rifle de caça de propriedade da família em um aparente suicídio em 6 de junho de 2010. Após a notícia da morte de Rozga, foi relatado por amigos que eles fumaram K2 com Rozga aproximadamente uma hora antes de sua morte. A natureza de sua morte e relatos de vários membros da família levaram os investigadores a suspeitar que Rozga estava sob a influência de uma substância que alterava a mente quando morreu. A morte de Rozga influenciou o lobby político contra o K2 e outras drogas sintéticas legais, como sais de banho . Após o incidente, o "Ato David Mitchell Rozga" para proibir o uso e distribuição do K2 foi introduzido pelo senador de Iowa Chuck Grassley . Foi aprovado pelo Congresso dos Estados Unidos em junho de 2011. Em 10 de julho de 2012, o presidente Barack Obama assinou a Lei de Prevenção ao Abuso de Drogas Sintéticas de 2012 em lei. Ele baniu os compostos sintéticos comumente encontrados na maconha sintética, colocando-os sob o Anexo I da Lei de Substâncias Controladas .
Antes disso, alguns compostos sintéticos de cannabis ( HU-210 ) foram programados nos EUA sob a lei federal, enquanto outros ( JWH-073 ) foram programados temporariamente até que a determinação final de seu status pudesse ser feita. A Drug Enforcement Administration (DEA) considerou o K2 como uma "droga preocupante", citando "... um aumento nas visitas de emergência e chamadas para centros de controle de envenenamento. Os efeitos adversos à saúde associados ao seu uso incluem convulsões, alucinações, comportamento paranoico, agitação, ansiedade, náusea, vômito, batimentos cardíacos acelerados e pressão arterial elevada." Vários estados aprovaram independentemente atos tornando-o ilegal sob a lei estadual, incluindo Kansas em março de 2010, Geórgia e Alabama em maio de 2010, Tennessee e Missouri em julho de 2010, Louisiana em agosto 2010,  Mississippi em setembro de 2010,  e Iowa . Uma ordem de emergência foi aprovada no Arkansas em julho de 2010, proibindo a venda de imitadores sintéticos de cannabis. Em outubro de 2010, o Oregon Board of Pharmacy listou produtos químicos canabinoides sintéticos em seu Anexo 1 de substância controlada, o que significa que a venda e posse dessas substâncias é ilegal sob a Lei de Substâncias Controladas Uniformes do Oregon. De acordo com a Conferência Nacional de Legislaturas Estaduais, vários outros estados também consideraram a legislação, incluindo Nova Jersey, Nova York, Flórida e Ohio . Illinois aprovou uma lei em 27 de julho de 2010, proibindo todos os canabinoides sintéticos a partir de 1º de janeiro de 2011. Michigan baniu os canabinoides sintéticos em outubro de 2010, e o Legislativo de Dakota do Sul aprovou a proibição desses produtos, que foi sancionada pelo Gov. Dennis Daugaard em 23 de fevereiro de 2012 (e que entrou em vigor imediatamente sob uma cláusula de emergência da constituição estadual). Indiana baniu os canabinoides sintéticos em uma lei que entrou em vigor em março de 2012. A Carolina do Norte proibiu imitações de cannabis sintética por votação unânime do senado estadual, devido a preocupações de que seu conteúdo e efeitos sejam razoavelmente semelhantes à cannabis e possam causar efeitos iguais em termos de dependência psicológica . Após casos no Japão envolvendo o uso de canabinoides sintéticos por pessoal da marinha, exército e corpo de fuzileiros navais, eles foram oficialmente proibidos. Uma ordem geral punitiva emitida em 4 de janeiro de 2010 pelo Comandante das Forças do Corpo de Fuzileiros Navais do Pacífico proíbe a posse, uso, venda, distribuição e fabricação reais ou tentadas de imitações sintéticas de cannabis, bem como qualquer derivado, análogo ou variante dele. Em 8 de junho de 2010, a Força Aérea dos EUA emitiu um memorando que proibia a posse e o uso de Spice, ou qualquer outra substância que alterasse o humor, exceto álcool ou tabaco, entre seus membros do serviço. O uso entre os alunos da 8ª, 10ª e 12ª séries vem diminuindo desde 2011, enquanto o uso de maconha botânica permaneceu estável. Existem diferenças regionais importantes, com grandes declínios no oeste e sul dos EUA e aumentos no nordeste e centro-oeste.